# 갈라테아 란치
갈라테아 란치(Galatea Ranzi, 1968년 3월 29일 ~ )는 이탈리아의 배우이다.